# Пієрія
Піє́рія (грец. Πιερία, Pieria) — периферійна одиниця в Греції, в периферії Центральна Македонія. Адміністративний центр — місто Катеріні. Складова історичної провінції Македонія. Найменша адміністративна одиниця провінції. Назва Пієрія походить від фракійського племені пієрів. На території периферійної одиниці розташовано багато археологічних пам'яток. Пієрія — сакральна місцевість у давньогрецькій міфології, осередок фракійського культу муз та Діоніса. За «Теогонією» Гесіода тут народилися музи від союзу давньогрецьких богів Мнемосіни та Зевса. На півдні регіону розташований Олімп, найвища гора країни. Гористою є західна частина периферійної одиниці. Центр пляжного й екологічного туризму.

## Муніципалітети
| Муніципалітет      | YPES код | Місцева влада (якщо відрізняється) | Поштовий код | Тел. код        |
| ------------------ | -------- | ---------------------------------- | ------------ | --------------- |
| Егініо             | 4201     |                                    | 603 00       | 23530-2         |
| Діон               | 4203     | Кондаріотісса                      | 601 00       | 23510-51        |
| Анатолікос Олімпос | 4202     | Лептокар'я́                         | 600 63       | 23520-3         |
| Елафіна            | 4204     | Палео-Кераміді                     | 601 00       | 23510-92        |
| Катеріні           | 4205     |                                    | 601 00       | 23510-2 через 7 |
| Коліндрос          | 4206     |                                    | 600 61       | 23530-3         |
| Корінос            | 4207     |                                    | 600 62       | 23510-41        |
| Літохоро           | 4208     |                                    | 602 00       | 23520-8         |
| Метоні             | 4209     |                                    | 600 66       | 23530-4         |
| Паралія            | 4210     | Каллітея                           | 601 00       | 23510-4         |
| Петра              | 4211     | Мілія                              | 601 00       | 23510-8         |
| Пієріон            | 4212     | Рітіні                             | 601 00       | 23510-82        |
| Підна              | 4213     |                                    | 600 64       | 23510-7         |